# قلعه: جنگ‌های صلیبی
قلعه: جنگ‌های صلیبی (به انگلیسی: Stronghold: Crusader) یک بازی ویدئویی در ژانر استراتژی هم‌زمان-شبیه‌سازی است که توسط استودیو فایرفلای توسعه یافته و در سال ۲۰۰۲ عرضه شده است. همچنین در ۲۸ ژانویه ۲۰۰۸، استودیو فایرفلای نسخه گسترش یافته بازی را با عنوان Stronghold: Crusader Extreme معرفی کرد. این بازی بعد از سال‌ها هنوز طرفداران خود را دارد و در سال ۲۰۰۸ تا ۲۰۱۳ پرطرفدار ترین بازی کامپیوتری بوده است.

## کاراکترها
این بازی شامل چندین شخصیت مختلف است که همگی در حالت Skirmish به عنوان اربابان تحت کنترل هوش مصنوعی ظاهر می‌شوند و می‌توانند به عنوان متحد یا دشمن انتخاب شوند. یکی از جنبه‌های منحصر به فرد بازی این است که شخصیت‌ها دارای bink های (ویدیوهای کوتاه کوچک) شخصی هستند که از طریق آنها با بازیکن ارتباط برقرار می‌کنند، در صورت اتحاد با آنها درخواست کالا یا کمک می‌کنند یا اگر دشمن بازیکن هستند، هنگام حمله آنها را مسخره می‌کنند یا در هنگام محاصره ابراز نگرانی می‌کنند. این ویدیوها برای قلعه ۲ وجود نداشتند اما به شکل جدیدی برای قلعه: جنگ‌های صلیبی ۲ بازگشته‌اند.
در بازی پایه، هشت ارباب هوش مصنوعی در دسترس هستند، از جمله مخالفان بازی اصلی (موش، مار، خوک و گرگ)، و همچنین اربابان جدید عرب، کرد و صلیبی ( صلاح‌الدین ایوبی، ریچارد یکم، خلیفه و سلطان). با نسخه Warchest، هشت ارباب دیگر اضافه شدند. سه مورد از آنها ( فریدریش یکم، امپراتور مقدس روم، فیلیپ دوم، پادشاه فرانسه و کلانتر ناتینگهام ) توسط Firefly به صورت رایگان قابل دانلود بودند، اما پنج مورد دیگر - Nizar (بر اساس زندگی واقعی حسن صباح ) ،The Marshal ،The Wazir The Emir، (یک Sir Longarm بازسازی شده از Stronghold اصلی) و The Abbot - باید از طریق خرید بسته Warchest به دست می‌آمدند. با این حال، این اربابان اضافی به درستی و بدون هیچ هزینه اضافی در نسخه بعدی بازی در استیم گنجانده شدند.
در حالت تک نفره آفلاین، بازی درمجموع دارای ۱۶ کاراکتر به شرح زیر است:
| ردیف | نام انگلیسی           | نام فارسی        |
| ---- | --------------------- | ---------------- |
| ۱    | The Wolf              | گرگ              |
| ۲    | The Pig               | خوک              |
| ۳    | The snake             | مار              |
| ۴    | The Rat               | موش صحرایی       |
| ۵    | The Marshal           | مارشال           |
| ۶    | Richard the Lionheart | ریچارد شیردل     |
| ۷    | Sheriff of Nottingham | کلانتر ناتینگهام |
| ۸    | Emperor Frederick     | امپراتور فردریک  |
| ۹    | King Phillip          | پادشاه فیلیپ     |
| ۱۰   | The Abbot             | راهب بزرگ        |
| ۱۱   | The Wazir             | وزیر             |
| ۱۲   | The Emir              | امیر             |
| ۱۳   | The Nizar             | نزار             |
| ۱۴   | The Sultan            | سلطان            |
| ۱۵   | The Caliph            | خلیفه            |
| ۱۶   | Saladin               | صلاح الدین       |

## بازتاب‌ها
بر اساس وب سایت بازبینی جمعی متاکریتیک، این بازی دیدگاه‌های عموماً مطلوبی را دریافت کرد.
| گردآورنده | امتیاز |
| --------- | ------ |
| متاکریتیک | 78/100 |

| ناشر                     | امتیاز  |
| ------------------------ | ------- |
| سی‌جی‌ام                   | [ ۴ ]   |
| کامپیوتر گیمینگ ورلد     | [ ۵ ]   |
| گیم اینفورمر             | 8.75/10 |
| گیم‌اسپات                 | 8/10    |
| گیم‌اسپای                 | [ ۷ ]   |
| گیم‌زون                   | 8/10    |
| آی‌جی‌ان                   | 8.4/10  |
| پی‌سی گیمر (بریتانیا)     | 76%     |
| پی‌سی گیمر (ایالات متحده) | 77%     |
| پی‌سی زون                 | 82%     |

### دوبله
این بازی توسط گروه نرم‌افزاری دارینوس به فارسی دوبله شد.